# KDHX
KDHX est une station de radio associative américaine qui diffuse ses programmes sur Saint-Louis, dans le Missouri, sur la fréquence 88,1 FM. Fondée en 1987, elle est installée dans le quartier de Grand Centre, au 3524 de l'avenue Washington.

## Historique
La station est fondée en 1987.